# Quiruelas de Vidriales (kommunhuvudort)
Quiruelas de Vidriales är en kommunhuvudort i Spanien.   Den ligger i provinsen Provincia de Zamora och regionen Kastilien och Leon, i den nordvästra delen av landet, 250 km nordväst om huvudstaden Madrid. Quiruelas de Vidriales ligger 716 meter över havet och antalet invånare är 926.
Terrängen runt Quiruelas de Vidriales är platt. Runt Quiruelas de Vidriales är det glesbefolkat, med 19 invånare per kvadratkilometer. Närmaste större samhälle är Benavente, 12,6 km öster om Quiruelas de Vidriales. Trakten runt Quiruelas de Vidriales består till största delen av jordbruksmark.